# Esztár
Esztár é um município da Hungria, situado no condado de Hajdú-Bihar. Tem 31,71 km² de área e sua população em 2015 foi estimada em 1.335 habitantes.